# Représentations diplomatiques au Chili
Voici une liste des représentations diplomatiques au Chili. Il y a actuellement 71 ambassades à Santiago, et de nombreux pays ont des consulats dans d'autres villes chiliennes (sans compter les consulats honoraires).

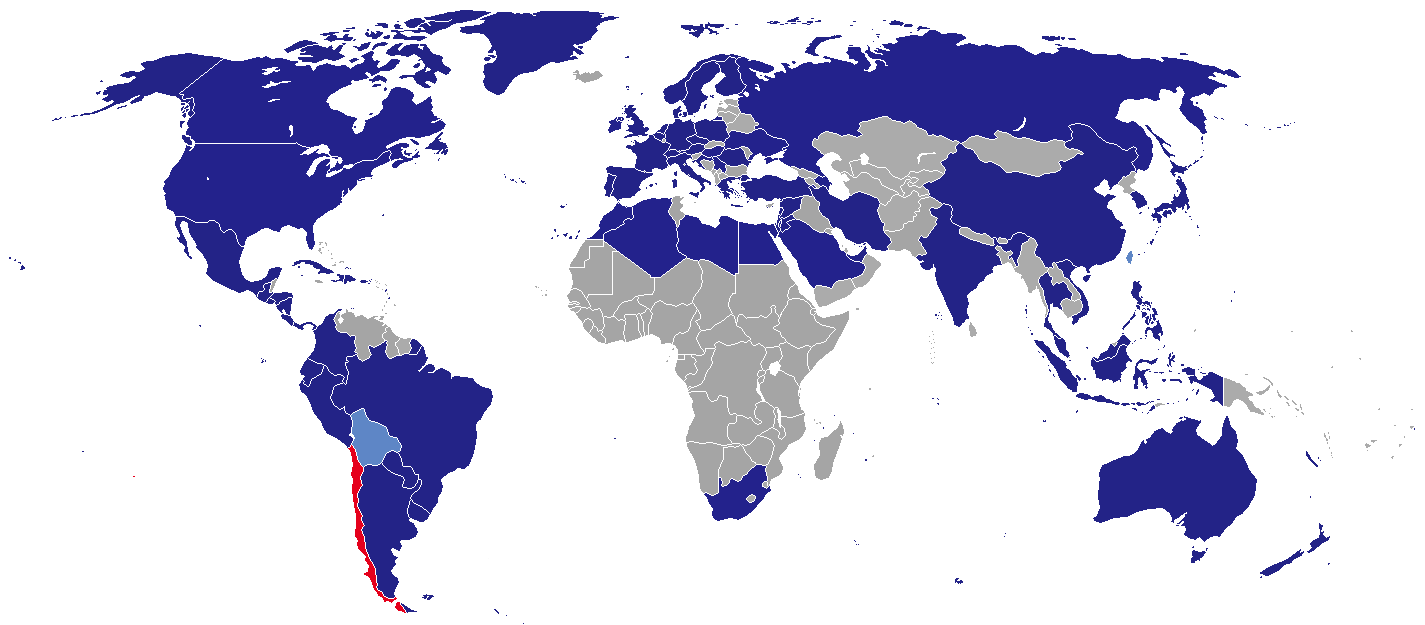
Représentations diplomatiques au Chili

## Ambassades
| - Afrique du Sud - Algérie - Allemagne - Arabie saoudite - Argentine - Australie - Autriche - Azerbaïdjan - Belgique - Brésil - Canada - Chine - Colombie - Corée du Sud - Costa Rica - Croatie - Cuba - Danemark - Égypte - Émirats arabes unis - Équateur - Espagne - États-Unis - Finlande | - France - Grèce - Guatemala - Haïti - Honduras - Hongrie - Inde - Indonésie - Iran - Irlande - Israël - Italie - Japon - Jordanie - Liban - Libye - Malaisie - Maroc - Mexique - Nicaragua - Norvège - Nouvelle-Zélande - Ordre souverain de Malte - Palestine | - Panama - Paraguay - Pays-Bas - Pérou - Philippines - Pologne - Portugal - République dominicaine - République tchèque - Roumanie - Royaume-Uni - Russie - Salvador - Suède - Suisse - Syrie - Thaïlande - Turquie - Ukraine - Uruguay - Vatican - Venezuela - Vietnam |

### Galerie

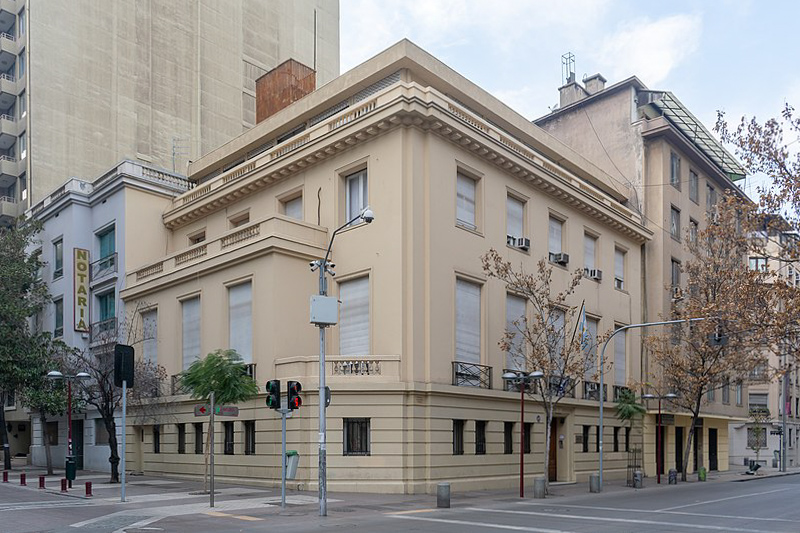
Ambassade d'Argentine à Santiago
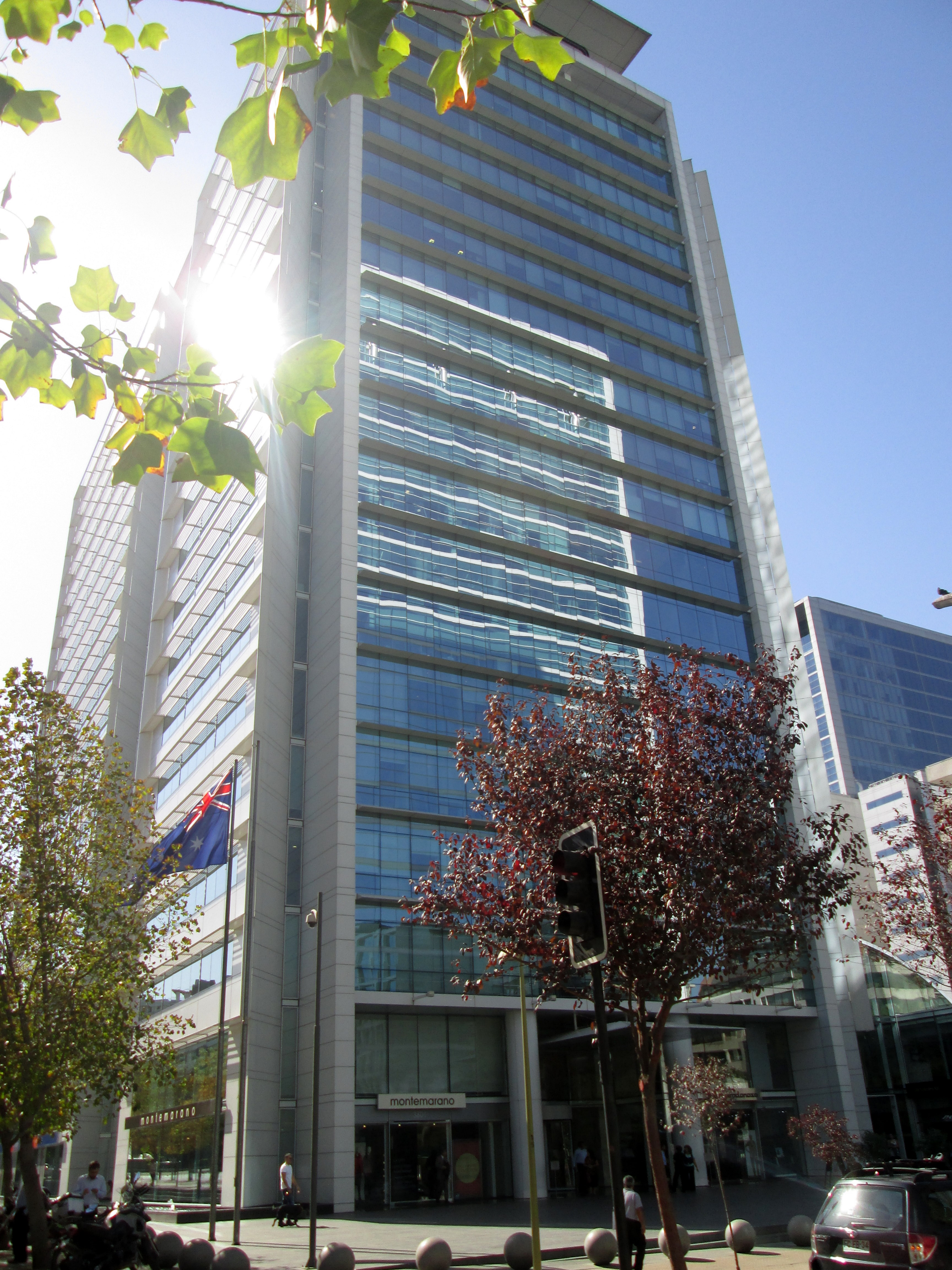
Ambassade d'Australie à Santiago
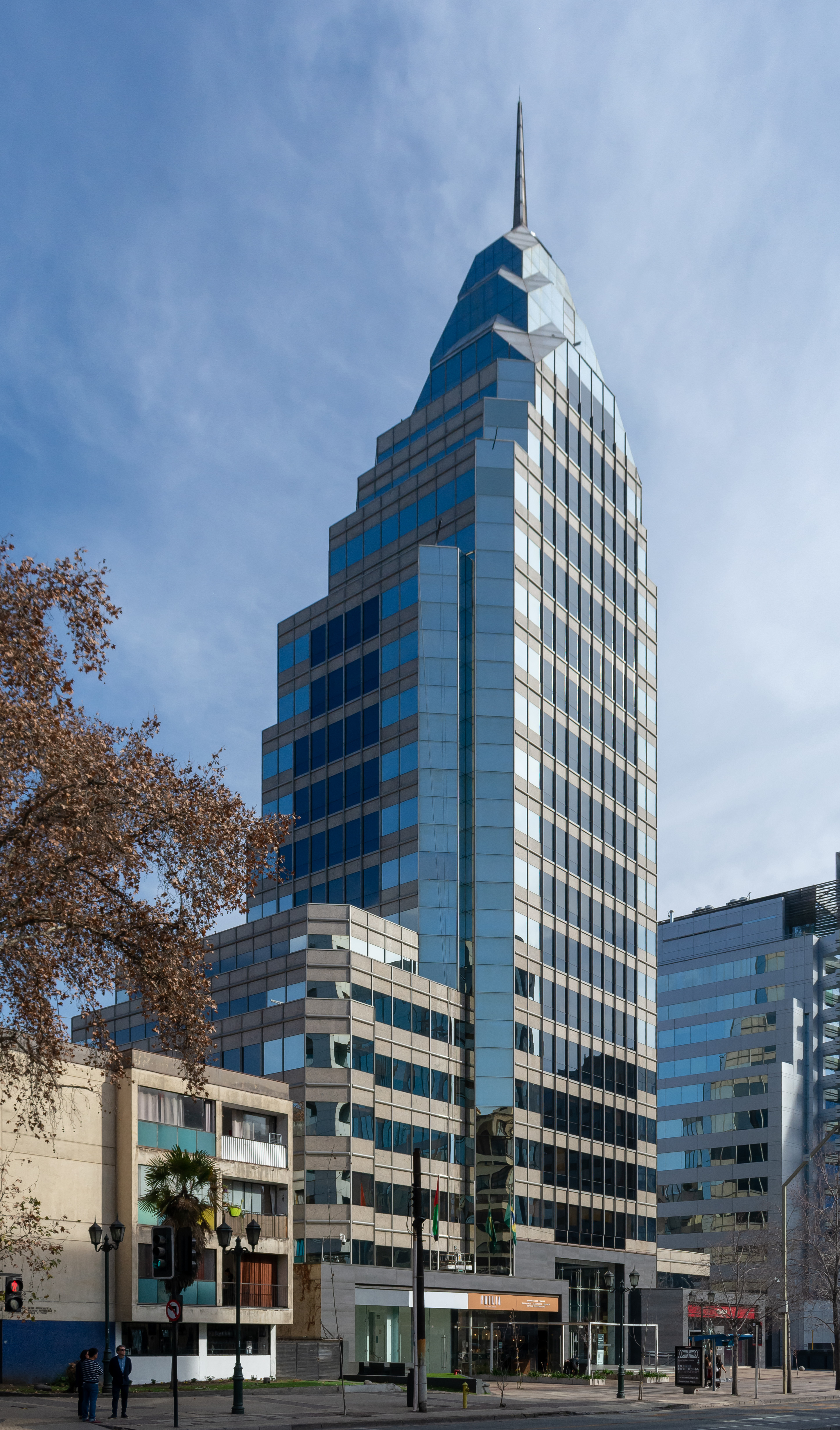
Ambassade du Brésil à Santiago
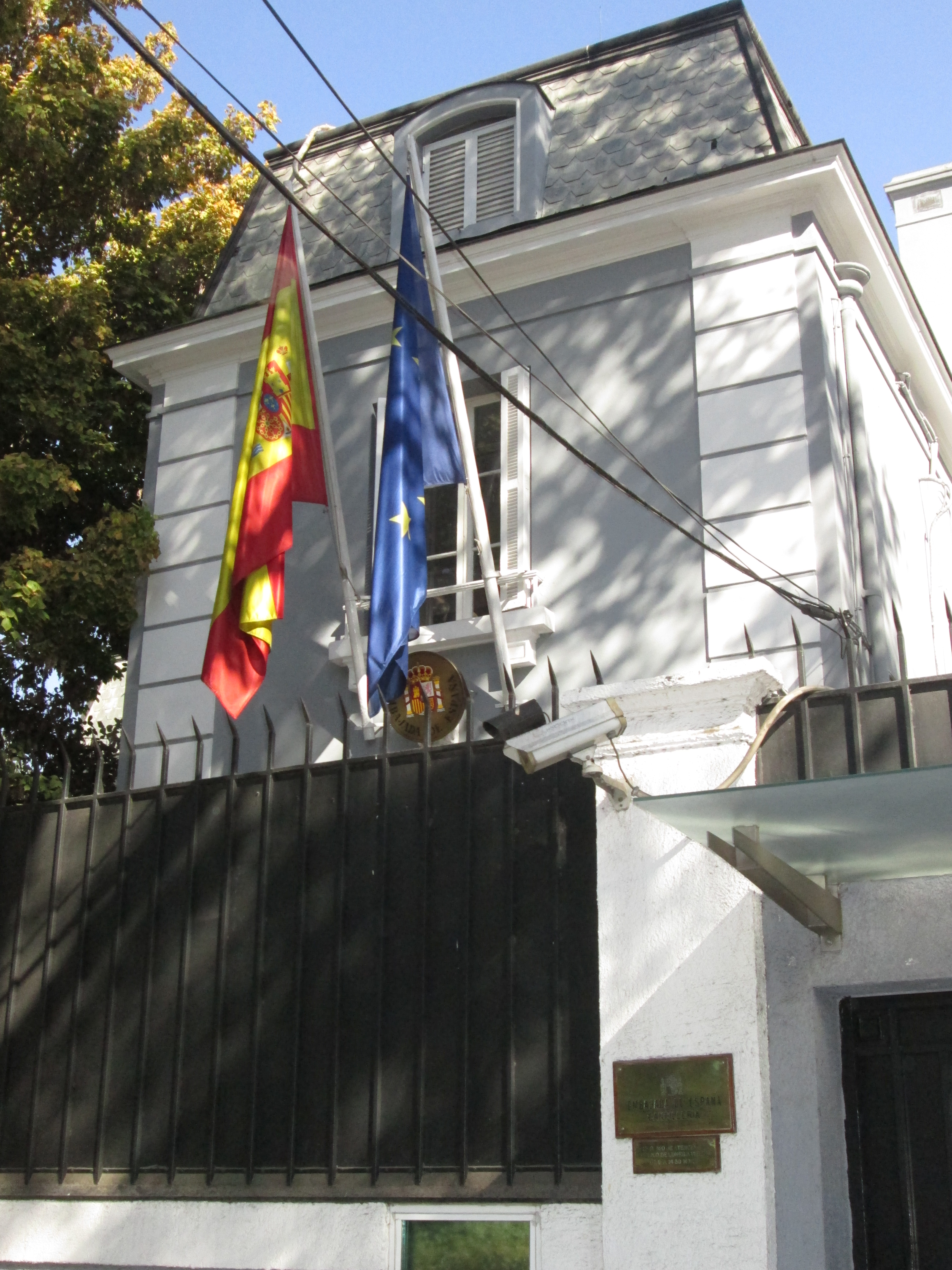
Ambassade d'Espagne à Santiago
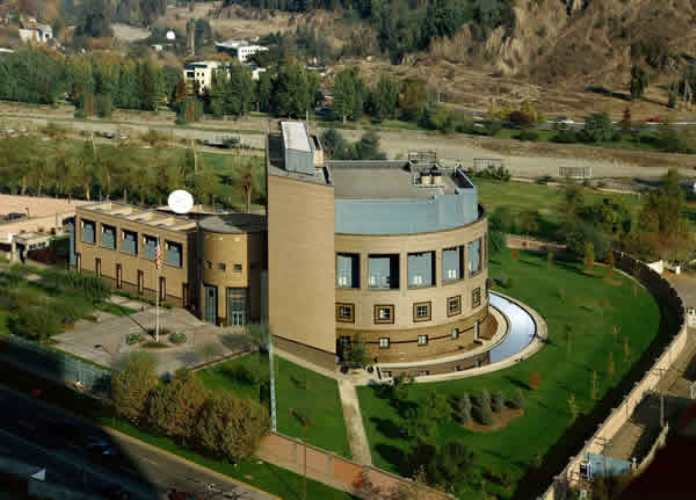
Ambassade des États-Unis à Santiago
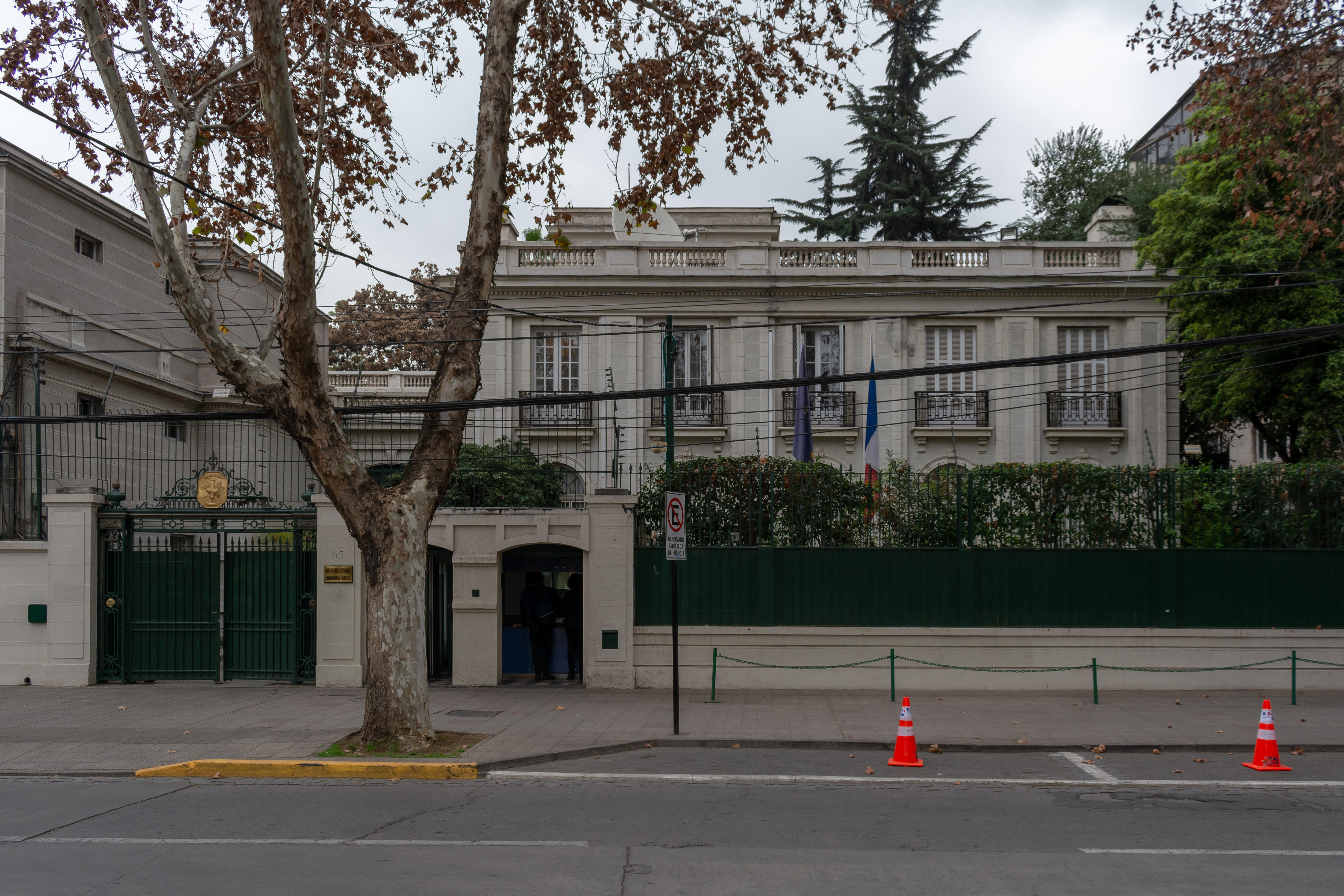
Ambassade de France à Santiago
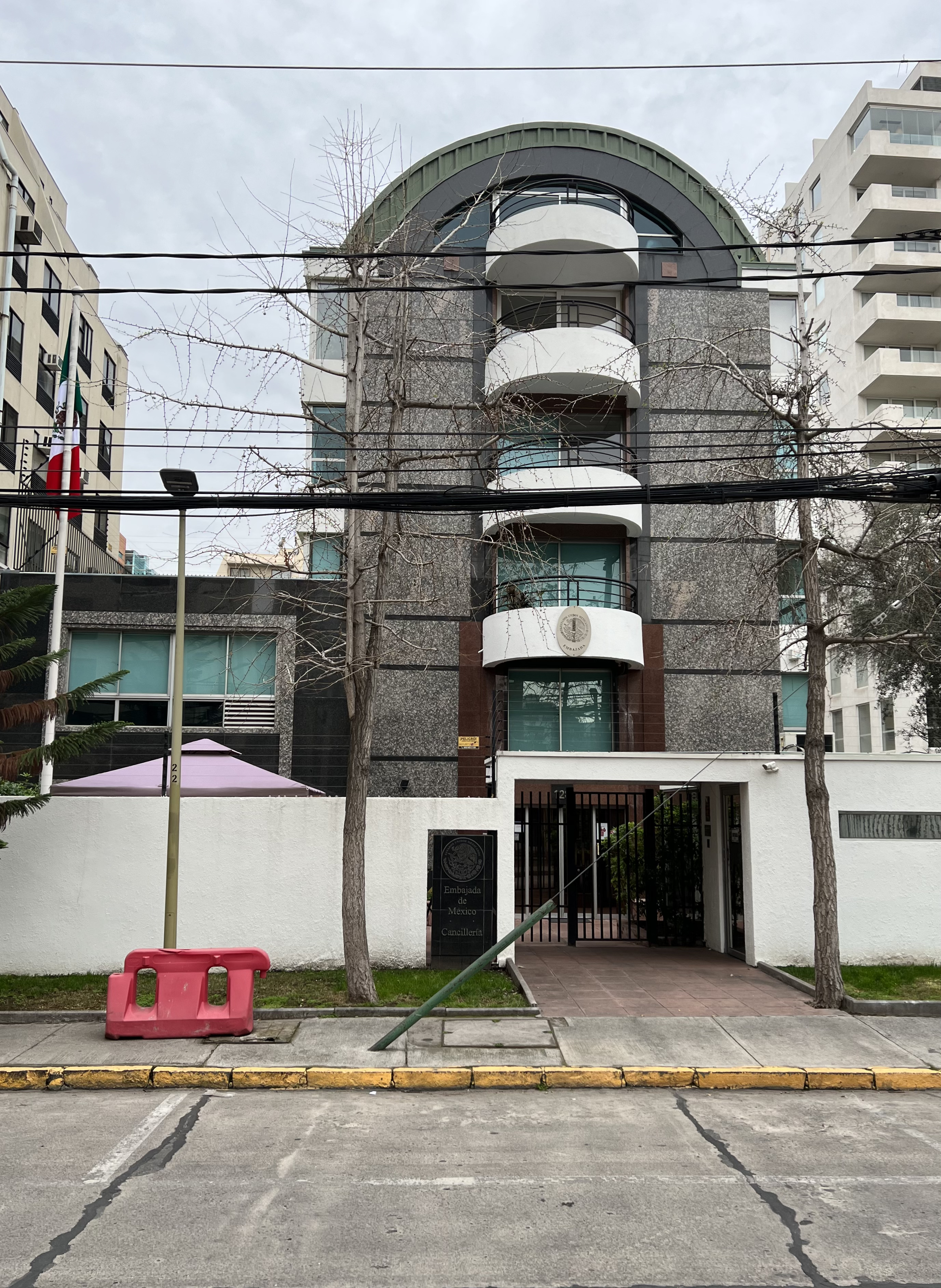
Ambassade du Mexique à Santiago
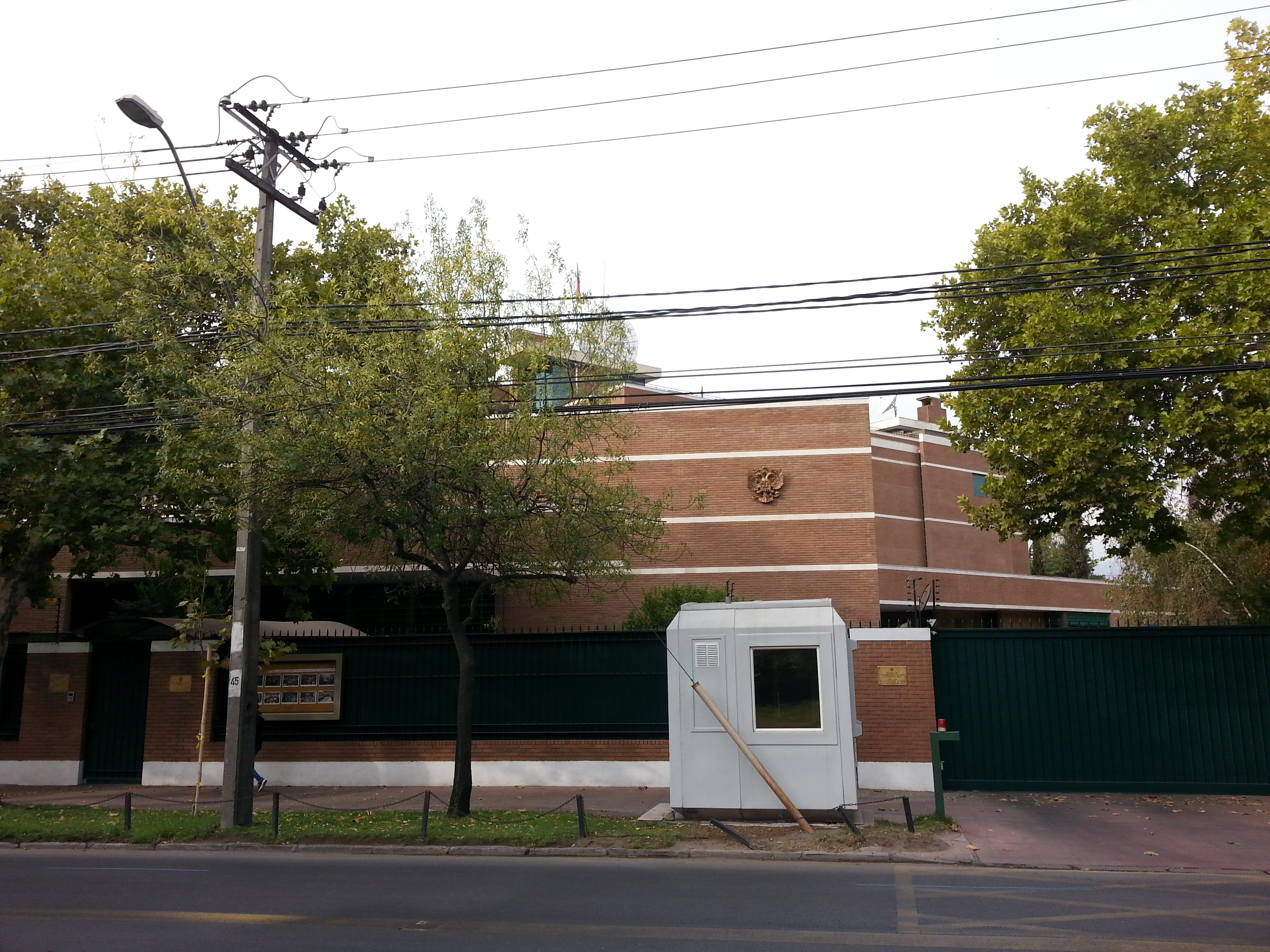
Ambassade de Russie à Santiago

## Autres missions àSantiago
- Bolivie (Consulat général)
- Taïwan (Agence commercial)
- Union européenne (Délégation)

## Ambassades non résidentes

### Brasilia
- Angola
- Bangladesh
- Bénin
- Birmanie
- Botswana
- Chypre
- Corée du Nord
- Côte d'Ivoire
- Estonie
- Fidji
- Gabon
- Ghana
- Guinée
- Guinée équatoriale
- Guyana
- Jamaïque
- Kenya
- Malawi
- Mozambique
- Namibie
- Népal
- Singapour
- Sri Lanka
- Soudan
- Suriname
- Tanzanie
- Togo
- Trinité-et-Tobago
- Zambie
- Zimbabwe

### Buenos Aires
- Albanie
- Arménie
- Biélorussie
- Bulgarie
- Géorgie
- Nigeria
- Pakistan
- Qatar
- Serbie
- Slovaquie
- Slovénie
- Tunisie

### Canberra
- Brunei

### Caracas
- Barbade
- Grenade

### Kingston
- Antigua-et-Barbuda
- Bahamas

### La Havane
- Mongolie

### La Valette
- Malte

### New York
- Lesotho
- Maldives
- Sierra Leone
- Tonga

### Ottawa
- Afghanistan

### Washington
- Burkina Faso
- Îles Marshall
- Islande
- Mali
- Oman
- Ouganda
- Rwanda
- Somalie
- Soudan du Sud
- Swaziland

## Consulats

### Consulats àAntofagasta
- Argentine Consulat
- Bolivie Consulat
- Colombie Consulat général

### Consulats àArica
- Bolivie Consulat général
- Pérou Consulat général

### Consulat àCalama
- Bolivie Consulat

### Consulat àConcepción
- Argentine Consulat

### Consulats àIquique
- Bolivia Consulat
- Chine Consulat général
- Paraguay Consulat
- Pérou Consulat général

### Consulat àPunta Arenas
- Argentine Consulat général

### Consulat àPuerto Montt
- Argentine Consulat

### Consulats àValparaíso
- Argentine Consulat général
- Panama Consulat général
- Pérou Consulat général

## Anciennes ambassades
- Bulgarie
- Irak
- Koweït
- Nigeria
- Pakistan